# Hermann Stetza
Hermann Stetza, gebürtig Hermann Stetzakowski, auch bekannt als Salto-King, (* 31. Oktober 1897 in Osterode; † 18. September 1991 in Berlin) war ein deutscher Stuntman und Schauspieler.

## Leben
Der Sohn eines Kutschers betätigte sich zunächst als Akrobat und Artist in Varietéveranstaltungen. Aufgrund seines Markenzeichens, des Überschlags, nannte man Hermann Stetza bald den "Salto King". Kurz nach Ende des Ersten Weltkriegs konnte der agile und drahtige Osteroder seine Kunstfertigkeiten auch im Film zur Geltung bringen. Vor allem Harry Piel setzte ihn regelmäßig ein, behauptete aber lange Zeit, dass er seine Stunts stets selber mache. 1921 kam es schließlich zum Offenbarungseid, als mehrere Zeitungen Piel mit seiner Flunkerei konfrontierten und dieser eingestehen musste, dass auch er mit professionellen Stuntmen wie Stetza arbeite. So berichtete Hans Richter im Kinobrief: „Nicht er macht die Sensationen, sondern ein Artist an seiner Stelle. Das kann man ihm nicht übelnehmen, nur wenn er, wie er das getan haben soll, behauptet, er habe alles selbst gemacht, dann ist das unfair. Schließlich ist es aber doch dem Publikum gleichgültig, wer sich in Lebensgefahr begibt, ob es Piel ist oder ein Pielersatz… .“
Als Piel 1923 neue Wege beschreiten und seine Filme nicht mehr einzig auf Stuntszenen aufbauen wollte, kam es zur Trennung zwischen dem Allround-Filmemacher und seinem besten Stuntman. Stetza wurde nun vermehrt auch mit regulären Rollen bedacht und oftmals als sich mit dem Helden prügelnder Ganove oder als Polizist auf turbulenter Verbrecherjagd eingesetzt. Mehrfach agierte der schmale Stetza als Double von Hans Albers, mit dem eine entfernte Ähnlichkeit bestand. In drei Filmen, Die Todesfahrt im Weltrekord, Höllentempo und Der blaue Diamant, erhielt Stetza sogar die jeweilige Hauptrolle.
Nach dem Zweiten Weltkrieg wurde Stetza vor allem mit kleinen Rollen von der DEFA bedacht. Seine langjährige körperliche Überbeanspruchung führte jedoch dazu, dass Stetza die Arbeit als Stuntman und Kleindarsteller einstellen musste. Er schlug sich fortan mit anderen Jobs durch, die allerdings meist im Zusammenhang mit der Film- und Fernsehbranche standen. Eine seiner späten Tätigkeiten war die eines Eintrittskartenkontrolleurs bei Dieter Thomas Hecks ZDF-Hitparade.

## Filmografie
- 1919: Der große Unbekannte
- 1920: Das Gefängnis auf dem Meeresgrunde
- 1920: Die Luftpiraten
- 1920: Der Verächter des Todes
- 1920: Das fliegende Auto
- 1921: Der Fürst der Berge
- 1921: Der Reiter ohne Kopf
- 1922: Das verschwundene Haus
- 1922: Das schwarze Kuvert
- 1923: Abenteuer einer Nacht
- 1923: Rivalen
- 1924: Auf gefährlichen Spuren
- 1929: Die Flucht vor der Liebe
- 1929: Die Todesfahrt im Weltrekord
- 1933: Höllentempo
- 1934: Der blaue Diamant
- 1935: 1000 Mark Belohnung (Kurzfilm)
- 1935: Die letzte Fahrt der Santa Margareta
- 1939: Zwielicht
- 1942: Vom Schicksal verweht
- 1950: Familie Benthin
- 1951: Zugverkehr unregelmäßig
- 1952: Das verurteilte Dorf
- 1952: Geheimakten Solvay
- 1952: Anna Susanna
- 1953: Die Störenfriede
- 1954: Ernst Thälmann – Sohn seiner Klasse
- 1954: Kein Hüsung
- 1954: Stärker als die Nacht
- 1954: Leuchtfeuer
- 1955: Ernst Thälmann – Führer seiner Klasse
- 1955: Robert Mayer – Der Arzt aus Heilbronn
- 1956: Thomas Müntzer
- 1956: Zar und Zimmermann
- 1956: Der Hauptmann von Köln
- 1957: Vergeßt mir meine Traudel nicht
- 1957: Gejagt bis zum Morgen
- 1966: Die Fahrt ins Blaue (Fernsehfilm)
- 1980: Kaltgestellt